# Haworthia bayeri
Haworthia bayeri är en grästrädsväxtart som beskrevs av J.D.Venter och Steven A. Hammer. Haworthia bayeri ingår i släktet Haworthia och familjen grästrädsväxter. Inga underarter finns listade i Catalogue of Life.